# Nazionale femminile di calcio di Andorra
La nazionale di calcio femminile di Andorra è la rappresentativa femminile internazionale di Andorra ed è posta sotto l'egida della Federazione calcistica di Andorra (FAF).
Come membro dell'UEFA partecipa a vari tornei di calcio internazionali, come al Campionato mondiale FIFA, Campionato europeo UEFA, ai Giochi olimpici estivi e ai tornei ad invito come l'Algarve Cup o la Cyprus Cup. In base alla classifica emessa dalla FIFA il 24 marzo 2017, occupa il 114º posto del FIFA/Coca-Cola Women's World Ranking.

## Storia

### 2014-2016
Il 1º luglio 2014, la nazionale andorrana esordisce nell'UEFA Development Tournament a Gibilterra. Andorra vince il suo primo incontro contro i padroni di casa per 1–0 grazie al gol di Alba al 61º minuto. Il giorno dopo viene giocato il secondo incontro in cui però vi è una sconfitta contro il Lussemburgo per 4 a 0.
Il 18 dicembre 2014, la UEFA annunciò che Andorra avrebbe preso parte alle Qualificazioni al campionato europeo femminile di calcio 2017. Questo rappresentò il debutto nelle qualificazioni all'Europeo della Nazionale. La loro partita di esordio con Malta vide le andorrane perdere per 3 a 5. In seguito anche le due successive partite furono altrettante sconfitte per 8 a 0 contro le Isole Fær Øer e 7 a 0 contro la Georgia.
IL 30 giugno 2016, la Federazione calcistica di Andorra annunciò che José Antonio Martín sarebbe stato il nuovo allenatore della squadra.

## Stadio

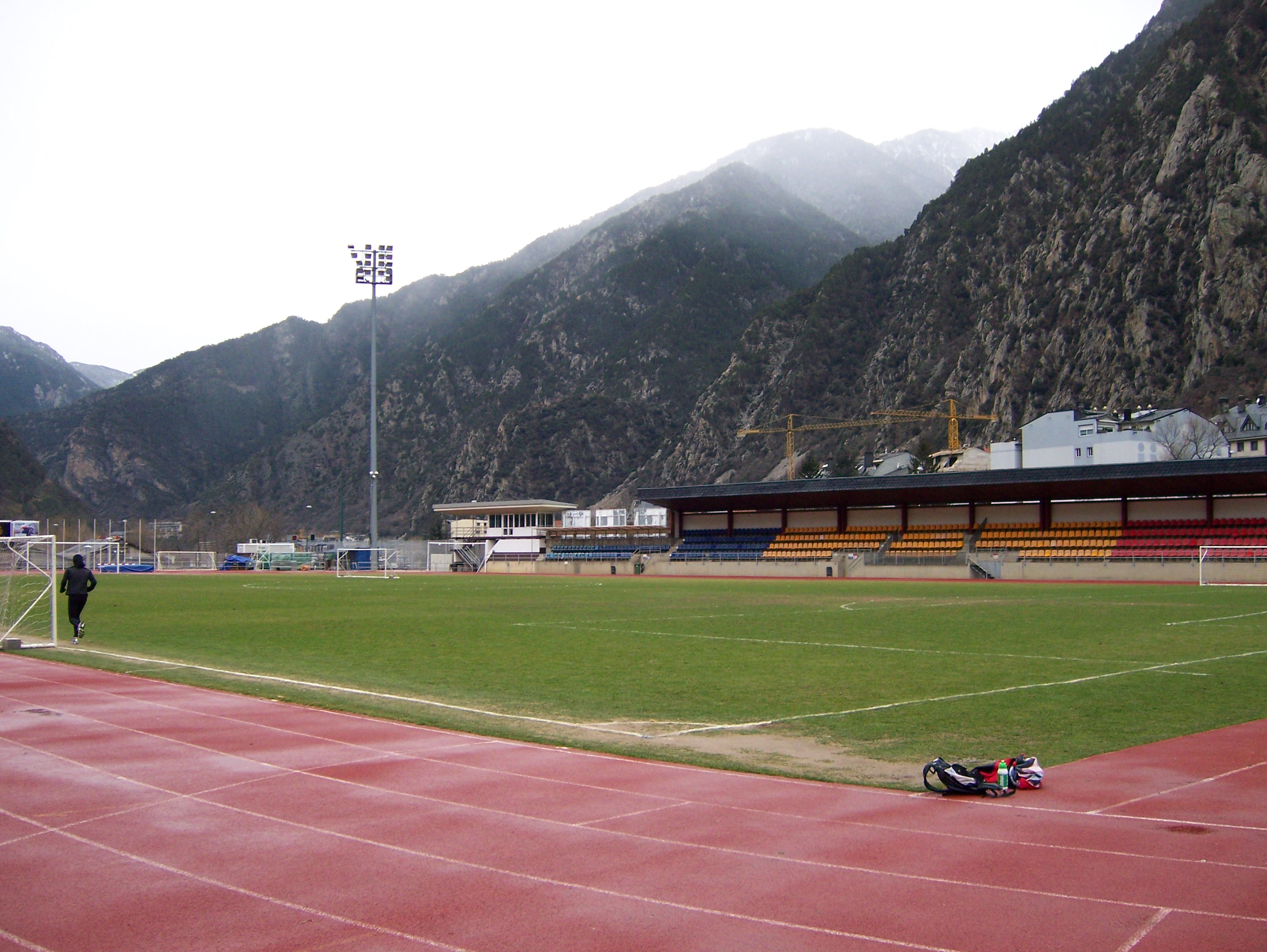
Estadi Comunal d'Aixovall

Dal 1996 al 2014 Andorra ha giocato i suoi incontri casalinghi allo Estadi Comunal d'Aixovall, a Andorra la Vella. Questo stadio ha una capacità di 1800 posti.

## Partecipazioni ai tornei internazionali
| Mondiali | Mondiali         |
| Edizione | Piazzamento      |
| -------- | ---------------- |
| 2015     | Non partecipante |
| 2019     | Non qualificata  |
| 2023     | Non partecipante |

| Europei  | Europei          |
| Edizione | Piazzamento      |
| -------- | ---------------- |
| 2017     | Non qualificata  |
| 2022     | Non partecipante |
| 2025     | Non qualificata  |

| Cyprus Cup | Cyprus Cup   |
| Edizione   | Piazzamento  |
| ---------- | ------------ |
| 2014       | Non invitata |
| 2015       | Non invitata |
| 2016       | Non invitata |
| 2017       | Non invitata |

## Record individuali
Tabella aggiornata all'11 aprile 2017, non sono comprese le amichevoli.
- Il grassetto indica giocatori ancora in attività in nazionale.

| Record presenze | Record presenze   | Record presenze | Record presenze | Record presenze |      | Record reti       | Record reti | Record reti | Record reti | Record reti | Record reti |
| Pos.            | Giocatore         | Periodo         | Presenze        | Reti            | Pos. | Giocatore         | Periodo     | Reti        | Presenze    | Reti/pr.    |             |
| 1               | Alba López        | 2015-           | 3               | 1               | 1    | Alba López        | 2015–       | 3           | 1           | 0,33        |             |
| 1               | Bibiana Gonçalves | 2015-           | 3               | 1               | 2    | Bibiana Gonçalves | 2015–       | 3           | 1           | 0,33        |             |
| 1               | Marina Fernández  | 2015-           | 3               | 1               | 3    | Marina Fernández  | 2015–       | 3           | 1           | 0,33        |             |
| 1               | Daniela Rodrigues | 2015-           | 3               | 0               |      |                   |             |             |             |             |             |
| 1               | Samantha Reyes    | 2015-           | 3               | 0               |      |                   |             |             |             |             |             |
| 1               | Margot Llobera    | 2015-           | 3               | 0               |      |                   |             |             |             |             |             |
| 1               | Adreina Silva     | 2015-           | 3               | 0               |      |                   |             |             |             |             |             |
| 1               | Sònia Carrancà    | 2015-           | 3               | 0               |      |                   |             |             |             |             |             |
| 1               | Teresa Morató     | 2015-           | 3               | 0               |      |                   |             |             |             |             |             |

## Allenatori
- Joan Carles Ruiz (2014–2016)
- José Antonio Martín (2016–)

## Sponsor tecnici
| Nome   | Anni   |
| ------ | ------ |
| Adidas | 2014 – |

## Rosa attuale

### Ultime convocazioni
Lista delle giocatrici convocate per le Qualificazioni al campionato mondiale femminile di calcio 2019 - UEFA, contro con le partite contro Moldavia, Israele e Lituania.
| N. | Pos. | Giocatore               | Data nascita (età) | Pres. | Reti | Squadra |  |
| -- | ---- | ----------------------- | ------------------ | ----- | ---- | ------- |  |
| 1  | P    | Ainhoa Fernández Ruiz   | 26 giugno 1994     |       |      | FAF     |  |
|    | P    | Luna Vázquez            | 29 marzo 1999      |       |      | FAF     |  |
| 13 | P    | María Alexandra Cardoso | 26 febbraio 1996   |       |      | FAF     |  |
|    |      |                         |                    |       |      |         |  |
| 2  | D    | Lluna Gallego           | 14 marzo 2000      |       |      | FAF     |  |
| 3  | D    | Miriam Iban             | 30 agosto 1999     |       |      | FAF     |  |
| 5  | D    | Jennifer Veloso         | 18 gennaio 2000    |       |      | FAF     |  |
| 11 | D    | Alba Sanchez            | 25 ottobre 1992    |       |      | FAF     |  |
| 14 | D    | Samantha Reyes          | 9 agosto 1992      |       |      | FAF     |  |
|    | D    | Júlia Torres            | 19 aprile 2000     |       |      | FAF     |  |
| 21 | D    | Paula Marques           | 7 dicembre 2000    |       |      | FAF     |  |
|    |      |                         |                    |       |      |         |  |
| 8  | C    | Andreina Silva          | 10 aprile 1993     |       |      | FAF     |  |
| 7  | C    | Tània Sànchez           | 14 aprile 1984     |       |      | FAF     |  |
| 9  | C    | Marina Muelas           | 11 maggio 1996     |       |      | FAF     |  |
| 15 | C    | Clàudia Cassi           | 6 ottobre 1999     |       |      | FAF     |  |
| 17 | C    | Iria Domínguez          | 21 febbraio 2000   |       |      | FAF     |  |
| 22 | C    | Miriam Tizón            | 9 marzo 1991       |       |      | FAF     |  |
|    |      |                         |                    |       |      |         |  |
| 6  | A    | Laura Marcelo           | 5 dicembre 2000    |       |      | FAF     |  |
| 10 | A    | Maria Ruzafa            | 7 agosto 1998      |       |      | FAF     |  |
| 16 | A    | Alba Cañabate           | 21 luglio 1999     |       |      | FAF     |  |
|    | A    | Abril López             | 1º febbraio 1999   |       |      | FAF     |  |
| 23 | A    | Marta San Juan          | 6 giugno 1999      |       |      | FAF     |  |

## Incontri ufficiali
| Cronologia completa delle presenze e delle reti in nazionale ― Andorra | Cronologia completa delle presenze e delle reti in nazionale ― Andorra | Cronologia completa delle presenze e delle reti in nazionale ― Andorra | Cronologia completa delle presenze e delle reti in nazionale ― Andorra | Cronologia completa delle presenze e delle reti in nazionale ― Andorra | Cronologia completa delle presenze e delle reti in nazionale ― Andorra | Cronologia completa delle presenze e delle reti in nazionale ― Andorra | Cronologia completa delle presenze e delle reti in nazionale ― Andorra |
| Data                                                                   | Città                                                                  | In casa                                                                | Risultato                                                              | Ospiti                                                                 | Competizione                                                           | Reti                                                                   | Note                                                                   |
| ---------------------------------------------------------------------- | ---------------------------------------------------------------------- | ---------------------------------------------------------------------- | ---------------------------------------------------------------------- | ---------------------------------------------------------------------- | ---------------------------------------------------------------------- | ---------------------------------------------------------------------- | ---------------------------------------------------------------------- |
| 1º luglio 2014                                                         | Gibilterra                                                             | Gibilterra                                                             | 0 – 1                                                                  | Andorra                                                                | UEFA Development Tournament                                            | 1                                                                      |                                                                        |
| 2 luglio 2014                                                          | Gibilterra                                                             | Andorra                                                                | 0 – 4                                                                  | Lussemburgo                                                            | UEFA Development Tournament                                            | -                                                                      |                                                                        |
| 4 aprile 2015                                                          | Ħamrun                                                                 | Andorra                                                                | 3 – 5                                                                  | Malta                                                                  | Qual. Euro 2017                                                        | 3                                                                      |                                                                        |
| 6 aprile 2015                                                          | Ħamrun                                                                 | Fær Øer                                                                | 8 – 0                                                                  | Andorra                                                                | Qual. Euro 2017                                                        | -                                                                      |                                                                        |
| 9 aprile 2015                                                          | Ta' Qali                                                               | Andorra                                                                | 0 – 7                                                                  | Georgia                                                                | Qual. Euro 2017                                                        | -                                                                      |                                                                        |
| 22 novembre 2016                                                       | Ta' Qali                                                               | Malta                                                                  | 3 – 0                                                                  | Andorra                                                                | Amichevole                                                             | -                                                                      |                                                                        |
| 24 novembre 2016                                                       | Ta' Qali                                                               | Malta                                                                  | 4 – 0                                                                  | Andorra                                                                | Amichevole                                                             | -                                                                      |                                                                        |
| 6 aprile 2017                                                          | Vilnius                                                                | Moldavia                                                               | 4 – 0                                                                  | Andorra                                                                | Qual. Mondiali 2019                                                    | -                                                                      |                                                                        |
| 8 aprile 2017                                                          | Vilnius                                                                | Israele                                                                | 7 – 0                                                                  | Andorra                                                                | Qual. Mondiali 2019                                                    | -                                                                      |                                                                        |
| 11 aprile 2017                                                         | Kaunas                                                                 | Lituania                                                               | 2 – 0                                                                  | Andorra                                                                | Qual. Mondiali 2019                                                    | -                                                                      |                                                                        |
| Totale                                                                 |                                                                        | Presenze                                                               | 10                                                                     |                                                                        | Reti                                                                   | 4                                                                      |                                                                        |

## Confronti con le altre Nazionali
Nota: Partite finite ai rigori

Come previsto dai regolamenti FIFA, le partite terminate ai rigori dopo i tempi supplementari sono considerati pareggi.

### Saldo positivo
| Nazionale  | Giocate | Vinte | Nulle | Perse | Reti Fatte | Reti Subite | Differenza reti | Ultima vittoria | Ultimo pareggio | Ultima sconfitta |
| ---------- | ------- | ----- | ----- | ----- | ---------- | ----------- | --------------- | --------------- | --------------- | ---------------- |
| Gibilterra | 1       | 1     | 0     | 0     | 1          | 0           | +1              | 1º luglio 2014  |                 |                  |

### Saldo neutro
| Nazionale | Giocate | Vinte | Nulle | Perse | Reti Fatte | Reti Subite | Differenza reti | Ultima vittoria   | Ultimo pareggio | Ultima sconfitta |
| --------- | ------- | ----- | ----- | ----- | ---------- | ----------- | --------------- | ----------------- | --------------- | ---------------- |
| Moldavia  | 2       | 1     | 0     | 1     | 2          | 5           | -3              | 22 settembre 2023 |                 | 6 aprile 2017    |

### Saldo negativo
| Nazionale   | Giocate | Vinte | Nulle | Perse | Reti Fatte | Reti Subite | Differenza reti | Ultima vittoria | Ultimo pareggio | Ultima sconfitta |
| ----------- | ------- | ----- | ----- | ----- | ---------- | ----------- | --------------- | --------------- | --------------- | ---------------- |
| Lussemburgo | 1       | 0     | 0     | 1     | 0          | 4           | -4              |                 |                 | 2 luglio 2014    |
| Malta       | 3       | 0     | 0     | 3     | 3          | 12          | -9              |                 |                 | 24 novembre 2016 |
| Fær Øer     | 1       | 0     | 0     | 1     | 0          | 8           | -8              |                 |                 | 6 aprile 2015    |
| Georgia     | 1       | 0     | 0     | 1     | 0          | 7           | -7              |                 |                 | 9 aprile 2015    |
| Israele     | 1       | 0     | 0     | 1     | 0          | 7           | -7              |                 |                 | 8 aprile 2017    |
| Lituania    | 1       | 0     | 0     | 1     | 0          | 2           | -2              |                 |                 | 11 aprile 2017   |